# 국도 제11호선 (이란)
국도 제11호선(페르시아어: جاده 11, Road 11)은 동아제르바이잔주의 졸파에서 시작하여 코르데스탄주의 바자르간까지 이어주는 총 연장 525 km의 거리를 가진 이란의 일반 국도이다. 그러나 이 국도 노선은 32번 국도를 통해 아시안 하이웨이 1호선과도 직접 만나게 되는 국도 노선이기도 하나, 아시안 하이웨이 82호선의 일부로 구성되어 있다. 중간에는 우르미아, 마하바드, 사르다슈트, 바네를 경유하며, 이 도로가 이라크의 국경선과도 인접해 있는 도로이기도 하다.